# تپه اکبرآباد ۲
تپه اکبر آباد ۲ مربوط به سدهٔ ۹ تا ۱۱ ه.ق است و در شهرستان زابل، بخش میانکنگی، دهستان قرقری، ۹۵۷ متری غرب روستای اکبرآباد واقع شده و این اثر در تاریخ ۱۲ دی ۱۳۸۶ با شمارهٔ ثبت ۲۰۳۷۱ به‌عنوان یکی از آثار ملی ایران به ثبت رسیده است.